# Stephen Bishop (muzikant)
Earl Stephen Bishop (San Diego, 14 november 1951) is een Amerikaanse zanger, songwriter, gitarist en acteur.

## Voorgeschiedenis
Bishop groeide op in zijn geboorteplaats San Diego en bezocht de Will C. Crawford High School. Oorspronkelijk klarinettist, haalde hij zijn broer over om voor hem een gitaar te bouwen na het zien van The Beatles bij The Ed Sullivan Show. In 1967 formeerde hij zijn eerste band The Weeds. Nadat The Weeds waren ontbonden, verhuisde Bishop naar Los Angeles op zoek naar een solo-platencontract. Gedurende een magere acht jaar durende periode, waar hij werd afgewezen door bijna elk label en elke producent, begon hij songs te schrijven.
Bishops doorbraak kwam toen zijn vriendin Leah Kunkel een van Bishops demonstratie-cassettes doorgaf aan Art Garfunkel, die de twee songs Looking for the Right One en The Same Old Tears on a New Background koos voor het platina album Breakaway. Dankzij Garfunkels hulp tekende Bishop uiteindelijk een contract met ABC Records in 1976.

## Carrière
Bishops eerste album Careless bevatte twee van zijn grootste hits. De eerste uitgebrachte single Save It for a Rainy Day presenteerde Bishop aan het publiek en bereikte daarmee een 22e plaats in de Billboard Hot 100. De volgende single On and On, zijn hoogste klassering tot dan toe, scoorde een 11e plaats. Het album zelf steeg naar een 34e plaats in de Billboard albumhitlijst. Eric Clapton, Art Garfunkel en Chaka Khan verleenden allen hun medewerking aan het album.
Careless kreeg goud, evenals Bishops volgende album Bish, uitgebracht in 1978. Bish bevatte de hitsingle Everybody Needs Love (#32). Het album bevatte ook de bijgeschaafde klassieker A Fool At Heart, met achtergrondzang van Chaka Khan en Natalie Cole. Bishops derde in 1980 uitgebrachte album Red Cab to Manhattan, haalde de hitlijst niet en was zijn laatste publicatie in Noord-Amerika voor negen jaar.
Bishop had muziek geschreven en vertolkt voor vele films. In 1978 werkte hij mee aan de oorspronkelijke song Dream Girl voor de komedie National Lampoon's Animal House, dat hij zong met een kopstem. Zijn volgende hit was It Might Be You (#25, 1982), het thema van de film Tootsie, met als bijzonderheid dat het niet was geschreven door Bishop, maar door Dave Grusin, Alan Bergman en Marilyn Bergman. De song werd genomineerd voor een Oscar voor de beste originele song. In 1980 werkte hij mee als achtergrondzanger bij This Must Be Love van het debuut soloalbum Face Value van Phil Collins.
Bishops compositie Separate Lives, gezongen door Phil Collins en Marilyn Martin van de film White Nights (1985), werd genomineerd voor een Oscar voor de beste originele song, maar verloor van Say You, Say Me uit dezelfde film. Bishop schreef de song over zijn scheiding van de actrice Karen Allen, die ook optrad in Animal House.
Andere filmmuziek: Somewhere in Between (geschreven en vertolkt) van The China Syndrome (1979), Your Precious Love (vertolkt door Yvonne Elliman) van Roadie (1980), If Love Takes You Away (geschreven en vertolkt) van Summer Lovers (1982), Unfaithfully Yours (One Love) (geschreven en vertolkt) van Unfaithfully Yours (1984), Something New in My Life (vertolkt) van Micki & Maude (1984), The Heart Is So Willing (vertolkt) van The Money Pit (1986), All I Want (vertolkt) van All I Want for Christmas (1991) en You Can Do Anything (geschreven en vertolkt door Bishop en Jeff Jones) van Barney's Great Adventure (1998).
In 1989 bracht Bishop het album Bowling in Paris uit met medewerking van Phil Collins (co-producent bij sommige songs), Eric Clapton en Sting. In 1987 nam het Noorse popduo The Bobbysocks de song Walkin' on Air van Bowling in Paris op voor hun album Walkin' on Air.
Bishop had opgetreden in diverse films als een charmant personage. Hij had een gastoptreden in The Kentucky Fried Movie (1977), optredend als een oplichter in het beruchte Catholic High School Girls in Trouble-segment. Bovendien had hij een gastoptreden, optredend als charmante jongeman met gitaar in National Lampoon's Animal House (1978) als ambitieuze folkzanger wiens gitaar door John Belushi werd kapot geslagen. Bishop bewaarde de kapotte gitaar als aandenken. Hij trad op in The Blues Brothers (1980), als charmante soldaat die zijn horloge brak tijdens een achtervolging in een winkelcentrum. Hij trad zeer kort op in Twilight Zone: The Movie (1983) als charmante G.I. in de Vietnamoorlog-scene. Hij trad ook op als Blue Londen in Harry Jaglom's Someone to Love (1987), Orson Welles laatste film.
Bishop was de muzikale gast in een aflevering van NBC's Saturday Night Live. Patrick Bateman, de fictieve antiheld uit Bret Easton Ellis' film American Psycho is een fervent fan van Bishop. Eric Clapton vermeldde Bishop in zijn autobiografie als een van zijn favoriete zanger/songwriters.

## Andere artiesten
- Barbra Streisand – One More Night
- Eric Clapton – Holy Mother
- Four Tops – Save It for a Rainy Day
- Helen Reddy – One More Night
- Phil Collins & Marilyn Martin – Separate Lives
- Johnny Mathis – One More Night, Let Your Heart Remember
- Kenny Loggins – Give It Half a Chance
- David Crosby – Natalie
- Luciano Pavarotti – Holy Mother

- Steve Perry – Donna Please
- Phoebe Snow – Never Letting Go
- Stephanie Mills – Give It Half a Chance
- Kenny Rankin – On and On
- Aswad – On and On
- Diane Schurr – Red Cab to Manhattan
- Cleo Laine – One More Night
- Frida – Tell Me It's Over
- Cheryl Ladd – Rock and Roll Slave

- Shelley Duvall – Tiny Pillow
- Yvonne Elliman – Sailing Ships
- Patricia Kaas – When I Was in Love
- James Lee Stanley – Every Minute
- Leah Kunkel – A Fool at Heart, Under the Jamaican Moon
- Megon McDonough – Not the Same Woman
- Rumer − Separate Lives

- Art Garfunkel – Looking for the Right One, The Same Old Tears on a New Background, Sail on a Rainbow, One Less Holiday, Slow Breakup, King of Tonga, If Love Takes You Away

## Discografie

### Singles
- 1977:	Save It for a Rainy Day
- 1977: On and On
- 1977: Never Letting Go
- 1978:	Everybody Needs Love
- 1978: Animal House
- 1978: Looking for the Right One
- 1980:	Your Precious Love (Yvonne Elliman)
- 1980: Send a Little Love My Way
- 1982:	If Love Takes You Away
- 1983:	It Might Be You
- 1984:	One Love (Unfaithfully Yours)
- 1986:	The Heart Is So Willing
- 1987:	Something New in My Life
- 1989:	Walking on Air
- 1990:	Mr. Heartbreak
- 1991:	All I Want

### Albums
- 1976: Careless
- 1978: Bish
- 1980: Red Cab to Manhattan
- 1985: Sleeping with Girls (alleen Azië)
- 1989: Bowling in Paris (heruitgebracht in 2015 met andere reeks en cover)
- 1996: Blue Guitars (heruitgebracht in 1994 in Japan met andere tracks en cover)
- 2002: Happy Bishmas (heruitgebracht in 2003 met andere cover)
- 2002: Yardwork (heruitgebracht in Japan met andere cover)
- 2003: The Demo Album 1
- 2003: The Demo Album 2
- 2003: Fear of Massage: Demo 3
- 2006: Stephen Bishop Live at Duo Music Exchange (alleen Japan)
- 2007: America & Friends: Live at the Ventura Theater (alleen Japan)
- 2007: Saudade (Target-only publicatie. wereldwijd heruitgebracht als Romance in Rio)
- 2008: Romance in Rio
- 2014: Be Here Then
- 2014: Stephen Bishop Live (ook uitgebracht in 2015 als The '70s: Stephen Bishop met series cover)
- 2016: Blueprint

### Collecties
- 1988: Best of Bish
- 1994: On and On: The Hits of Stephen Bishop
- 1998: An Introduction to Stephen Bishop
- 1999: Back to Back (met Michael Johnson)
- 2002: The Millennium Collection

### NPO Radio 2 Top 2000
Van Stephen Bishop stond alleen On and On in 1999 in de NPO Radio 2 Top 2000, op plek 1977.
- Biblioteca Nacional de España: XX839483
- Gemeinsame Normdatei: 135298229
- International Standard Name Identifier: 0000 0000 8152 931X
- Library of Congress Control Number: n78082041
- Nationale Bibliotheek van Letland: 000114202
- MusicBrainz: 6cf4f18c-2455-47ed-9f6c-953e2f107406
- Nationale Bibliotheek van Tsjechië: xx0087021
- Nationale bibliotheek van Australië: 36177362
- Nationale Bibliotheek van Israël: 987007274258205171
- Nederlandse Thesaurus van Auteursnamen: 096369086
- Virtual International Authority File: 72656753
- WorldCat: E39PBJrRhvBGM7g7fCYXY9b68C